# مهرجان كان السينمائي 1956
مهرجان كان السينمائي لعام 1956 هو الدورة التاسعة للمهرجان عُقد في 10 إلى 24 أبريل من عام 1956، حصل فيلم «عالم من الصمت» للمخرجين الفرنسيين جاك إيف كوستو ولويس مال على السعفة الذهبية للمهرجان.